# Цилер, Рон-Роберт
Рон-Ро́берт Ци́лер (нем. Ron-Robert Zieler; родился 12 февраля 1989 года в Кёльне) — немецкий футболист, вратарь клуба «Кёльн». В 2008 году Цилер защищал ворота сборной Германии на юношеском чемпионате Европы, на котором немцы заняли первое место. Чемпион мира 2014 года в составе национальной сборной Германии.

## Клубная карьера
Цилер родился в Кёльне в 1989 году. В 2001 году поступил в футбольную академию местного клуба «Кёльн», а в июле 2005 года перешёл в академию английского клуба «Манчестер Юнайтед». В своём первом сезоне в Англии Цилер сыграл 22 матча за молодёжный состав «Юнайтед» до 18 лет, включая четыре матча в Молодёжном кубке Англии. Он также включался в заявку на 11 матчей резервистов «Манчестер Юнайтед», включая финал Большого кубка Манчестера, что принесло ему золотую медаль. В следующем сезоне он конкурировал за место в воротах молодёжной команды «Юнайтед» с Беном Эймосом, а также дебютировал за резервистов в матче против «Шеффилд Юнайтед» 15 марта 2007 года, в котором «Юнайтед» проиграл со счётом 0:3. Несмотря на такой неудачный дебют, четыре дня спустя он сохранил ворота «сухими» в матче Большого кубка Манчестера против «Олдем Атлетик», который «Юнайтед» выиграл со счётом 2:0. В сезоне 2007/08 Цилер стал полноправным игроком резервной команды, конкурируя за место в воротах с Томом Хитоном (в итоге каждый из них провёл в этом сезоне по 11 матчей). В мае 2008 года Цилер вновь выиграл Большой кубок Манчестера, сохранив ворота «Юнайтед» сухими в финальном матче против «Болтона». В июле 2008 года он сыграл в финале Большого кубка Ланкашира, в котором «Юнайтед» обыграл «Ливерпуль» со счётом 3:2.
В начале сезона 2008/09 Цилер впервые получил номер основного состава — «38». 23 сентября 2008 года он впервые попал в заявку основного состава в матче Кубка лиги против «Мидлсбро». 26 ноября 2008 года Цилер отправился в аренду в клуб «Нортгемптон Таун» до 31 декабря. Аренда была впоследствии продлена до 31 января 2009 года, а затем до 25 февраля.
Цилер дебютировал за «Нортгемптон Таун» 21 февраля 2009 года, проведя полный матч против «Уолсолла» («Нортгемптон» проиграл в этой игре со счётом 0:2). Три дня спустя он провёл ещё один матч против «Брайтон энд Хоув Альбион», который завершился со счётом 1:1, а 26 февраля вернулся в «Манчестер Юнайтед», проведя в аренде 93 дня (это максимальный срок аренды игрока вне трансферного окна). В «Юнайтед» Цилер продолжил выступать за резервный состав клуба, пропустив лишь один мяч в четырёх играх после своего возвращения. 30 марта 2009 года в матче против «Ньюкасла» он получил перелом руки в столкновении с нападающим «сорок».
Оставив «Олд Траффорд» летом 2010 года, вернулся на родину и стал игроком «Ганновер 96». Дебютировал в чемпионате Германии лишь в январе 2011 года, зато показал великолепную игру в матче с «Айнтрахтом» (3:0) и до конца сезона сменил Флориан Фромловица в роли основного вратаря. Помог «Ганновер 96» занять четвёртое место в Бундеслиге и взять путевку в Лигу Европы УЕФА. Подписал с «Ганновер 96» новый контракт до 2015 года и в преддверии сезона 2011/12 получил свитер с первым номером.
29 мая 2016 года вернулся в Англию, подписав контракт с «Лестером». Договор рассчитан до лета 2020 года. Закрепиться в основном составе «Лестера» Цилер не сумел и уже 12 июля 2017 года вернулся в Германию, заключив трёхлетний контракт со «Штутгартом».
В сезоне 2019/20 Цилер вернулся в «Ганновер 96» и подписал контракт с клубом до 30 июня 2023 года.
13 августа 2020 года клуб «Кёльн» арендовал Цилера на сезон.

## Выступления за сборную

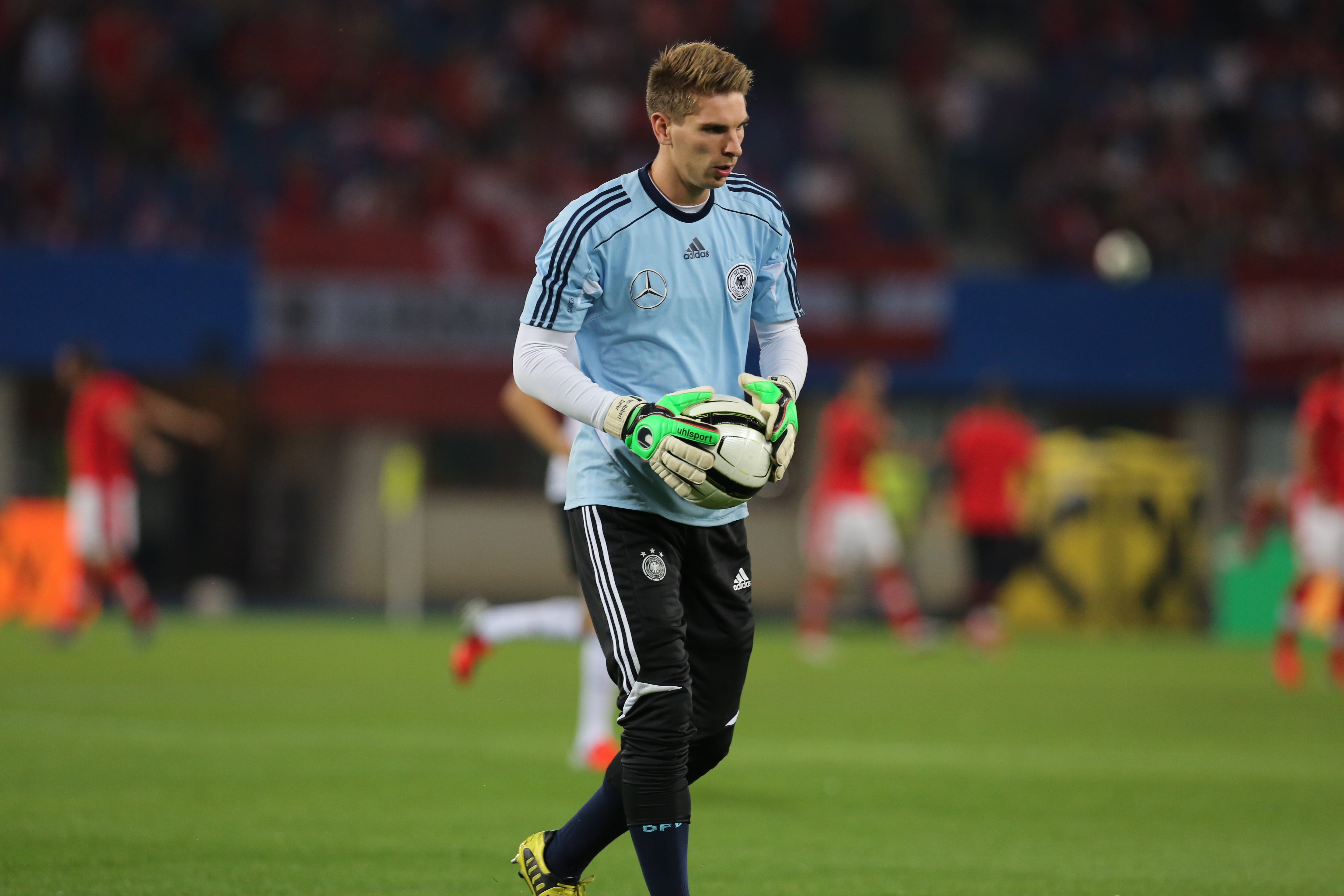
Цилер в составе сборной Германии

Цилер дебютировал в сборной Германии, в матче против команды сборной Украины. Матч состоялся в Киеве и закончился ничьей 3:3. Чемпионат Европы 2012, который проходил на Украине и в Польше, для Цилера стал первым международным турниром. Сборная Германии стала бронзовым призёром чемпионата. Цилер был включён в заявку сборной Германии на чемпионат мира 2014 года. Все матчи турнира он провёл в запасе, но получил золотую медаль чемпионата мира после победы немецкой сборной на мундиале.

## Достижения
Сборная Германии
- Чемпион Европы (U-19): 2008
- Бронзовый призёр чемпионата Европы: 2012
- Чемпион мира: 2014